# Jerofej Arena
Jerofej Arena är en inomhushall för bandy i Chabarovsk, Fjärran österns federala distrikt i Ryssland.